# 和歌山市立こども科学館

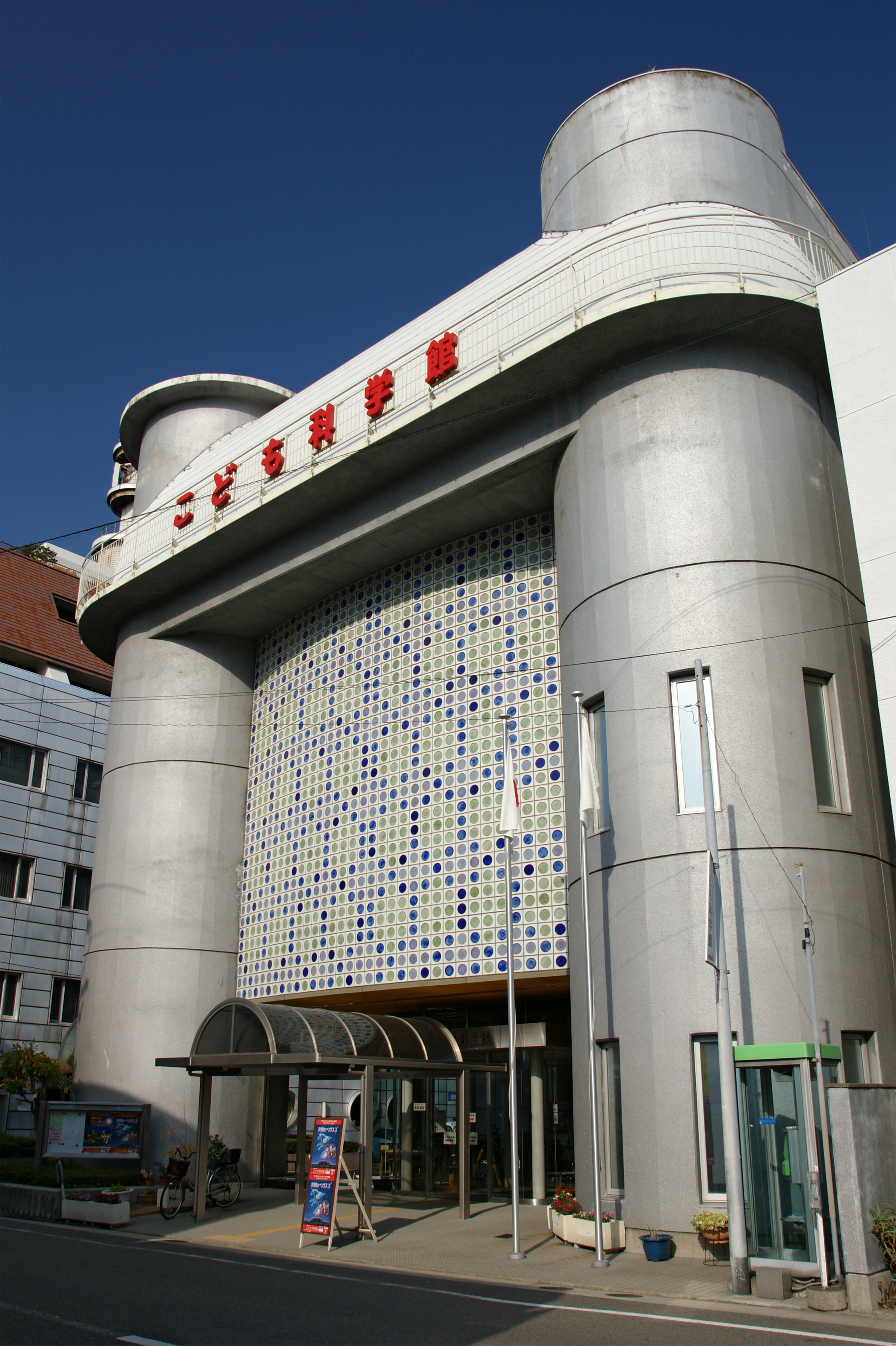
入口

和歌山市立こども科学館（わかやましりつこどもかがくかん、 Wakayama City Children's Museum ）は和歌山県和歌山市にある科学館。

## 概要
国際児童年を記念して1981年に開館した。館は4階建てで各階にテーマを持たせた展示室があり、参加体験型の展示物を数多く展示している。最上階にはプラネタリウムがあり、四季に対応したプログラムを上映している。

## 施設
- 4F - プラネタリウム室、特別展示室
- 3F - 展示室「音と光の国」、実習教室
- 2F - 展示室「地震体験」
- 1F - 展示室「和歌山市の自然」

## 建築概要
- 設計 - 和嶋建設
- 竣工 - 1981年
- 延床面積 - 2,007.46m2

## 利用情報
開館時間
- 午前9時30分から午後4時30分まで

休館日
- 月曜日

月曜日と祝日が重なったときは翌日が休館

- 年末年始

12月28日-1月4日
- 臨時休館日

不定期

## 交通アクセス
- 南海和歌山市駅から徒歩約10分
- JR和歌山駅より和歌山バスに乗車し、市役所前停留所下車、徒歩約7分

## 周辺
- 和歌山城西之丸庭園
- 和歌山城ホール
- 和歌山市民図書館
- 和歌山市立有吉佐和子記念館
- 和歌山市立博物館
- 旧西本組本社ビル
- 和歌山市役所